# Queralt Vila Vergés
Queralt Vila Vergés és una política gironina i llicenciada en Filologia Anglesa i en Traducció i Interpretació i traductora i correctora.
Actualment, és regidora d'Educació de l'Ajuntament de Girona. Va accedir al càrrec l'any 2023 amb l'acord de govern de Guanyem Girona, Junts i ERC, que van donar l'alcaldia al municipalista Lluc Salellas i Vilar.
Arran de la marxa de la Cristina Andreu com a tinenta d'alcaldia de l'Ajuntament de Girona, va incorporar la cartera de Participació i Atenció a la Ciutadania a la d'Educació, que ja ostentava actualment.
També és regidora del Barri Vell, Pedret, Vall de Sant Daniel i Pujada a la Torrassa.
Vila és veïna del barri de Sant Daniel de Girona i va ser membre de l’Associació de Veïns i Veïnes i vinculada al món del lleure i educatiu, formant part de la Revolta Escolar de Girona, una plataforma que reclama entorns escolars segurs i saludables.